# Beboterdekatparadox

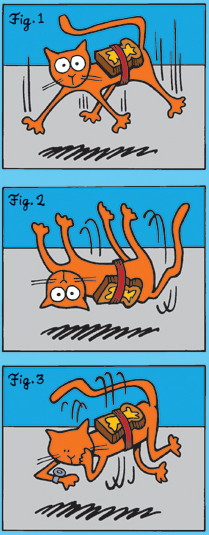
Cartoon van het gedachte-experiment.

De beboterdekatparadox is een paradox gebaseerd op de sarcastische combinatie van twee adagia:
1. Een vallende kat komt altijd op haar poten terecht.
2. Een gesmeerde boterham valt altijd met zijn boterzijde op de grond.

De paradox ontstaat wanneer men bedenkt wat er zou gebeuren als men een stuk gesmeerde toast (boterzijde naar boven) op de rug van een kat bevestigt en vervolgens de kat laat vallen. De paradox die werd ingezonden door kunstenaar John Frazee uit Kingston (New York), won in 1993 een Omni-tijdschriftwedstrijd over paradoxen. Het uitgangspunt, waarin de omstandigheden van de kat en het brood worden vermeld en als een vraag werden gesteld, werd tijdens een optreden gepresenteerd door de komiek en jongleur Michael Davis op 22 juli 1988 in The Tonight Show met Johnny Carson op NBC.
Als grap beweren sommigen dat het experiment een antizwaartekrachteffect zal hebben. Ze stellen voor dat wanneer de kat naar de grond valt, ze vertraagt en begint te roteren en uiteindelijk een stabiele staat bereikt van het zweven op korte afstand van de grond terwijl ze met hoge snelheid roteert, in een poging zowel met de gesmeerde kant van de toast als op de poten van de kat op de grond te landen. In juni 2003 won Kimberly Miner een Student Academy Award voor haar korte animatiefilm Perpetual Motion waarbij Miner haar film baseerde op een paper geschreven door een vriendin van de middelbare school die de mogelijke implicaties van het idee van de kat en de beboterde toast onderzocht.